# سرگئی استانیشف
سرگئی استانیشف (بلغاری: Сергей Дмитриевич Станишев؛ زادهٔ ۵ مهٔ ۱۹۶۶) یک سیاست‌مدار اهل بلغارستان است.